# Jim Jeffries
James Edmund "Jim" Jeffries, född 1 juni 1925 i Detroit i Michigan, död 22 augusti 1997 i Tucson i Arizona, var en amerikansk politiker (republikan). Han var ledamot av USA:s representanthus 1979–1983. Han tjänstgjorde i United States Army Air Forces i andra världskriget.
Jeffries efterträdde 1979 Martha Keys som kongressledamot och efterträddes 1983 av Jim Slattery.